# Martin Böckman

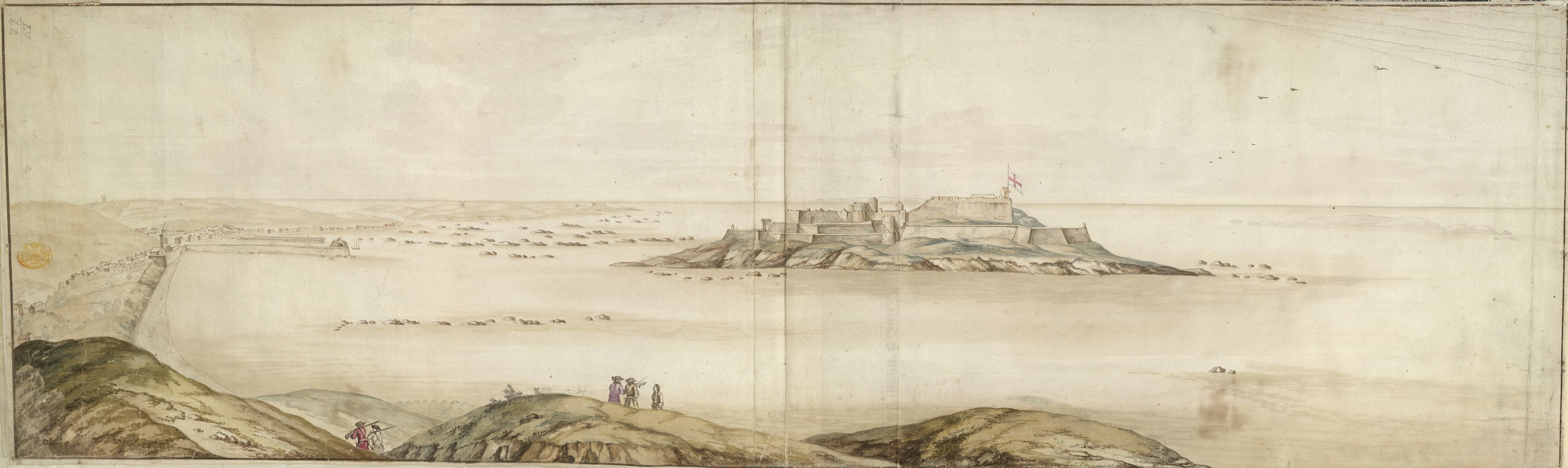
Castle Cornet av Martin Beckman (1694).

Martin Böckman eller Beckman, född 1634, död den 24 juni 1702 i London, var en svensk militär och fortifikationsofficer i engelsk tjänst; överste, fortifikationsingenjör och riksarklimästare.
Böckman deltog i Karl X Gustavs krig i Polen och Danmark, tog sig från korprals till kaptens grad och tog efter fredsslutet 1660 anställning vid ett engelskt kavalleriregemente. Han följde 1661 med den engelska flottan på dess expedition till Barbareskstaterna. På återvägen fick han engelska regeringens uppdrag att rita av fästningsverken i Cádiz, Ceuta och Tetuán. Följande år sändes han på en expedition till Tanger, som nyligen kommit i engelsk besittning som Karl II:s portugisiska hemgift. Där utförde han kartografiska arbeten och ledde flera viktiga befästningsanläggningar. Då hans regemente dragits in under tiden fick han i maj 1663 avsked ur engelsk tjänst och sökte sig till Spanien. Där blev han indragen i en intrig, som syftade att få över Tanger i barbareskstammarnas besittning. Han ångrade sin medverkan och reste i november samma år till London för få en belöning genom att avslöja planen. Istället för att belönas fängslades han och hölls fången i Towern. Han hotades även med deportation till Jamaica.
Efter att ha befunnit sig i Stade kom han tillbaka till England för att bidra till Thamesmynningens försvar och 1670 hade han avancerat till "tredjeingenjör av England". Han kom att delta i flera sjöexpeditioner, bland annat år 1683 till Tanger - denna gång för att rasera de nyanlagda befästningsverken då de hotade att komma traktens sjörövare till godo. Han konstruerade bombfartyg, som användes under Vilhelm III:s sjökrig mot Frankrike och Spanien. Han blev fortifikationsdirektör 1685, riddarslogs 1686  och blev överste vid artilleriet 1692.